# Confederação Brasileira de Surf
A Confederação Brasileira de Surf é a entidade oficial que regulamenta e organiza os torneios de surfe no Brasil.